# Szerokodziób purpurowy
Szerokodziób purpurowy (Eurylaimus javanicus) – gatunek średniej wielkości ptaka z rodziny szerokodziobów (Eurylaimidae). Zasiedla południowo-wschodnią Azję, w tym część Indonezji. Nie jest zagrożony wyginięciem.

## Taksonomia
Gatunek opisał po raz pierwszy Thomas Horsfield w roku 1821 pod obowiązującą do dziś nazwą Eurylaimus javanicus. Holotyp pochodził z Jawy. IOC wyróżnia 4 podgatunki, nie uznaje podgatunku friedmanni, który wyróżnili autorzy HBW. Proponowany podgatunek billitoni nie został przyjęty. IUCN za E. javanicus uznaje tylko podgatunek nominatywny z Jawy, a pozostałe wydziela do osobnego gatunku o nazwie Eurylaimus harterti (szerokodziób ciemnolicy).

## Podgatunki i zasięg występowania
IOC wyróżnia następujące podgatunki:
- E. j. pallidus Chasen, 1935 – południowo-wschodnia Mjanma do południowego Wietnamu i Półwyspu Malajskiego
- E. j. harterti van Oort, 1909 – szerokodziób ciemnolicy[3] – Sumatra, Archipelag Riau, Bangka i Belitung
- E. j. javanicus Horsfield, 1821 – szerokodziób purpurowy[3] – Jawa
- E. j. brookei Robinson & Kloss, 1919 – Borneo i północne Wyspy Natuna.

## Środowisko
Środowisko życia stanowią różnego rodzaju lasy, także wiecznie zielone i mieszane w okolicach rzek i strumieni, lasy na torfowiskach, bagnach oraz wilgotne lasy tropikalne na piaszczystej glebie. Spotykany także na skrajach lasów, np. w zaroślach przedstawicieli Albizia, w ogrodach, parkach i okolicach wsi. Występuje do wysokości 1500 m n.p.m. na Jawie, na Borneo do 1200 m n.p.m.

## Morfologia

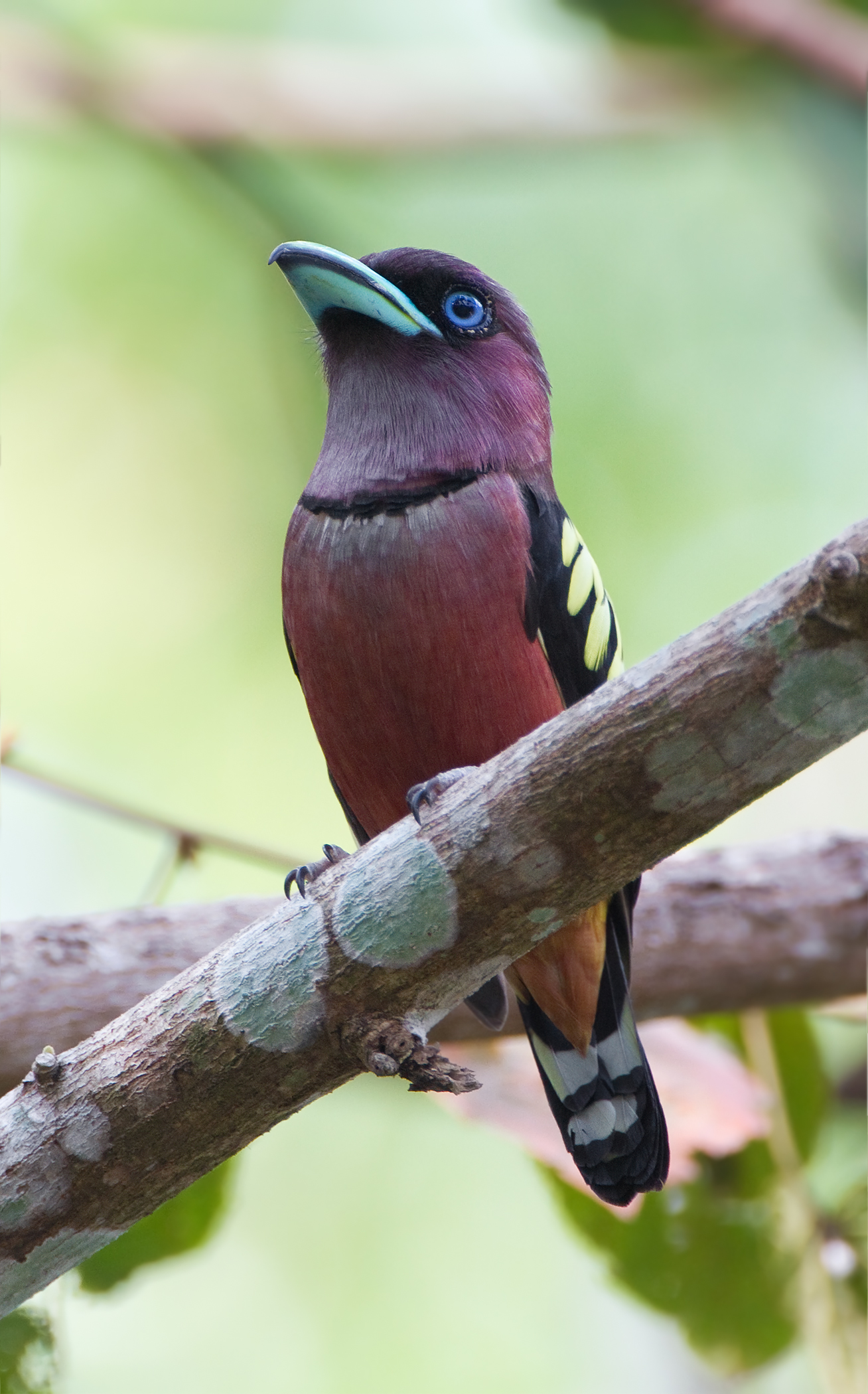
Dystrykt Pak Chong, Tajlandia

Długość ciała wynosi 21,5–23 cm. Masa ciała dla podgatunku pallidus waha się w granicach 74–84 g, zaś u brookei 73–87 g. Pozostałe wymiary dla okazów z Muzeum Brytyjskiego: skrzydło 10,1 cm, ogon 6,8 cm. U samca głowa fioletowoczerwona, okolice oczu i kantarek czarne. Grzbiet ciemnobrązowy, dalsza jego część ciemniejsza, pokryta żółtymi pasami. Pokrywy skrzydłowe czarniawe, lotki ciemnobrązowe. Lotki I rzędu posiadają żółte plamki, zaś II rzędu posiadają żółte brzegi. Sterówki z wierzchu czarne, od spodu widoczne białe plamy. Spód ciała jasny, fioletoworóżowy; w górnej części piersi znajduje się cienka czarna przepaska. Tęczówka niebieska, dziób niebieski o zielonkawym zakończeniu. U samicy grzbiet posiada mniej czarnych pasków, zaś w górnej części piersi widnieje szara plama; barwy upierzenia mniej intensywne.

## Pożywienie
Pożywienie stanowią owady, głównie prostoskrzydłe (Orthoptera), w tym cykadowate (Cicadidae) i pasikonikowate (Tettigoniidae), różne żuki, gąsienice i inne larwy. W badaniach na Borneo zbierane cykadowate mierzyły do 55 mm. Na Jawie i Sumatrze odnotowano również zjadanie małych owoców, zaś pewnemu osobnikowi z Mjanmy zwisał z dzioba 10-centymetrowy ogon jaszczurki. Większość zdobyczy zbiera z roślinności. Żeruje niezależnie od pory dnia w grupach lub parach.

## Lęgi
Okres lęgowy zależy od miejsca występowania. W południowej Mjanmie przypada na marzec, w Tajlandii w lipcu i grudniu, w Laosie w czerwcu, od lutego do września w Malezji (jeszcze na terenie Azji), od marca do listopada na Sumatrze, w kwietniu na Belitung, od listopada do czerwca na Jawie oraz od marca do września na Borneo.
Gniazdo prawdopodobnie budują oba ptaki z pary. Ma kształt gruszkowaty, posiada „ogon” z roślinności, wraz z nim osiąga długość 75–90 cm. Budulec stanowią patyki, korzenie, liście, trawy i mchy. Wyściółkę stanowią liście. Umiejscowione jest 2,5–21 m nad ziemią. Zniesienie liczy 2–3 jaja. Okres inkubacji nieznany. W trakcie badań na Borneo pisklęta 13 tygodni po opierzeniu otrzymywały 70–80% pożywienia od rodziców, 7 tygodni później już 20–30%.

## Status
IUCN, jak wyżej wspomniano, dzieli ten takson na dwa gatunki i klasyfikuje je następująco:
- Eurylaimus javanicus – gatunek najmniejszej troski (LC, Least Concern); liczebność nie została oszacowana, ale opisywany jako dość rzadki; trend liczebności populacji stabilny[2].
- Eurylaimus harterti – gatunek najmniejszej troski (LC, Least Concern); liczebność nie została oszacowana, ale opisywany jako rzadki, lokalnie pospolity; trend liczebności populacji spadkowy[8].